# Uranoscopus cognatus
Uranoscopus cognatus  (лат.) — вид лучепёрых рыб из семейства звездочётовых, распространённый в восточной части Индийского океана у берегов Индонезии и Австралии, также у Новой Гвинеи. Морская демерсальная рыба с максимальной длиной тела до 16,5 см.